# Tractat de Bucarest (1812)
El Tractat de Bucarest és un tractat internacional signat el 28 de maig de 1812 a la ciutat de Bucarest entre l'Imperi Otomà i l'imperi Rus, que va posar fi a la Guerra russo-otomana.
El tractat, signat pel comandant rus Mikhaïl Kutúzov, va ser ratificat pel tsar Alexandre I de Rússia tot just un dia abans de la invasió russa de Napoleó. En virtut d'aquest tractat l'Imperi Otomà de Mahmut II cedí la Bessaràbia (la meitat oriental de Moldàvia) a l'Imperi Rus, esdevenint el riu Prut la nova frontera occidental de Rússia. Així mateix aquest estat aconseguí drets de comerç al llarg del riu Danubi.
A la Transcaucàsia els otomans renunciaren a les seves pretensions a la majoria de la Geòrgia occidental, però va mantenir el control de les ciutats d'Akhalkalaki, Poti i Anapa, prèviament capturades per les tropes russo-georgianes en el curs de la guerra.
En una clàusula del tractat de Bucarest els otomans van acordar concedir amnistia general als participants del Primer Aixecament Serbi però tan bon punt es va tornar a imposar el domini turc a Sèrbia, els pobles van ser cremats i milers van ser esclavitzats.